# Homelix arcuatus
Homelix arcuatus là một loài bọ cánh cứng trong họ Cerambycidae.